# Рон-Торбен Гоффманн
Рон-Торбен Гоффман (нім. Ron-Thorben Hoffmann, 4 квітня 1999, Росток) — німецький футболіст, воротар клубу «Баварія» (Мюнхен). На умовах оренди виступає за «Сандерленд».

## Кар'єра

### Клубна
Гоффман почав грати у футбол на юнацькому рівні у футбольному клубі «Ганза» з рідного міста Росток. З 2009 по 2013 рік грав у юнацьких командах столичної «Герти», перш ніж перейти до академії клубу «РБ Лейпциг»
Через два роки, на початку сезону 2015/16, юнак приєднався до юнацької команди (U-17) «Баварії» (Мюнхен). У своєму дебютному сезоні він зіграв у 15 матчах за цю команду і в чотирьох матчах залишав ворота «сухими». Наступного сезону він зіграв десять матчів за команду U-19 і відбив свій перший пенальті у футболці «Баварії» в матчі проти «Карлсруе». У травні 2018 року він підписав з клубом угоду до 30 червня 2021 року
10 жовтня 2018 року він дебютував за другу команду, «Баварія II», що грала в Регіональній лізі Баварії, четвертому дивізіоні країни вигравши в гостях 2:0 у клубу «Шалдінг-Гайнінг». За підсумками того сезону клуб виграв Регіоналлігу і підвищився у класі. У 3 турі сезону 2019/20 Рон-Торбен дебютував з командою у матчі Третьої ліги проти рідної «Ганзи» (1:2).

### Збірна
13 листопаду 2016 року Гоффманн дебютував у юнацькій збірній Німеччині до 18 років у товариському матчі проти однолітків з Ірландії (3:2), вийшовши на заміну на 46 хвилині.

## Титули і досягнення
- Чемпіон Німеччини (1):

«Баварія»: 2019-20
- Переможець Ліги чемпіонів УЄФА (1):

«Баварія»: 2019-20
- Переможець Клубного чемпіонату світу (1):

«Баварія»: 2020
- Володар Суперкубка Німеччини (1):

«Баварія»: 2021